# Karl von Müffling
Philipp Friedrich Carl Ferdinand baron von Müffling dit Weiß (né le 12 juin 1775 à Halle-sur-Saale et mort le 16 janvier 1851 à Erfurt) est un maréchal prussien, écrivain militaire et géodésiste.

## Biographie

### Origine
Karl est issu de la famille aristocratique Müffling (de) et est le premier enfant du major général prussien Friedrich Wilhelm von Müffling (de) (1742-1808) et de son épouse Charlotte, née von Borschitten (1743-1796).

### Carrière militaire
En 1787, Müffling rejoint un bataillon de fusiliers en tant que Junker, avec lequel il se rend en Silésie en 1790 et participe à la campagne contre la France en 1792/94. De 1797 à 1802, il est employé au levé trigonométrique de Westphalie pour la carte Lecoq (de), puis en 1803 comme premier lieutenant à la mesure des degrés en Thuringe. Soutenu par l'influent général Ernst von Rüchel, il rejoint l'état-major général en tant que capitaine en 1805. Il devient également membre de la société militaire fondée par Gerhard von Scharnhorst.
En 1806, il fait partie du corps du duc de Weimar, rejoint Gebhard Leberecht von Blücher après la catastrophe d'Iéna et, après la réunion près de Lübeck, est chargé d'achever la reddition de Ratekau. En 1808, il entre au service de Weimar en tant que membre du "conseil secret", mais en 1813, il retourne dans l'armée prussienne et est affecté à l'état-major de Blucher en tant que lieutenant-colonel.
Müffling serait l'éponyme de la "Bataille des Nations" de Leipzig, , car il écrit à ce sujet le 19 octobre 1813 et utilise cette métaphore. Par "bataille des nations", il entend toutefois la masse des "peuples de l'armée" qui y ont participé et non "les" peuples au sens national, comme on l'entend souvent aujourd'hui
Après la bataille d'Haynau en Silésie, dont il a rédigé les dispositions, il devient colonel. Après la fin de l'armistice, il devient quartier-maître général de l'armée de Silésie, après la bataille de Leipzig et chef d'état-major général de l'armée laissée sur le Rhin après la conclusion de la première paix de Paris.
Lors de la campagne contre Napoléon en 1815, Müffling agit comme officier de liaison prussien au quartier général de l'armée britannique et, à ce titre, s'est occupé des communications entre Wellington et Blücher lors de la bataille de Ligny, entre autres. Après la seconde prise de Paris, il est nommé gouverneur militaire de la ville. Il assure le retour des biens culturels volés par Napoléon, tels que le Quadrige de la porte de Brandebourg et le Lion de saint Marc de Venise. Jusqu'en 1816, Müffling reste au quartier général du duc de Wellington en tant qu'agent pour la Prusse. C'est là qu'il rejoint des officiers et des savants français pour une enquête sur les degrés entre Dunkerque et le Seeberg. En 1816, le roi de Prusse lui donne le manoir de Ringhofen près de Mühlberg, Mühlberg et le domaine voisin de Freudental pour ses services. En 1817, il acquit également le château de Gleichen pour 800 thalers. Ringhofen est resté dans la propriété familiale jusqu'en 1926.
Après le congrès de Vienne, une carte uniforme du royaume de Prusse est créée sous la direction de Karl von Müffling. Jusqu'alors, seules les cartes de Jean-Joseph Tranchot du temps de Napoléon sont disponibles. Les cartes du premier enregistrement prussien (de) sont prises sous sa direction par de jeunes officiers. Les travaux commencent en 1836 pour la Province de Westphalie et en 1842 pour la Province de Rhénanie. En 1833, il est un représentant du prince Émile-Frédéric Ier de Bentheim-Tecklembourg (de) au parlement provincial de Westphalie (de).
En 1818, Müffling participe au Congrès d'Aix-la-Chapelle. En 1820, il devient chef d'état-major général de l'armée prussienne. En tant que lieutenant général, il reçoit une mission à Constantinople en 1829 pour incliner la Sublime Porte à la paix avec la Russie, et devient général du 7e corps d'armée et en 1837 gouverneur de Berlin. De 1838 à 1844, il est également président du Conseil d'État prussien. En 1847, il reçoit la licenciement demandée avec le titre de maréchal général et le domaine de Wandersleben en cadeau. Il s'installe ensuite à Erfurt, où il décède le 16 janvier 1851.
Karl von Müffling est enterré dans le cimetière de Brühler (aujourd'hui le jardin de Brühler (de)) à Erfurt. En 1853, Friedrich August Stüler érige un monument classique sur sa tombe avec un buste créé par le sculpteur berlinois Hermann Wittig (1819-1891). Le monument, délabré à l'époque de la RDA, dont le buste est retiré en 1951, est restauré en 2000, profané un an plus tard et à nouveau restauré. Depuis, le buste est sécurisé par une grille en acier de trois mètres de haut.
Karl von Müffling est un chevalier de l'Ordre de l'Aigle noir avec des diamants.

### Tombe dans le jardin de Brühler à Erfurt

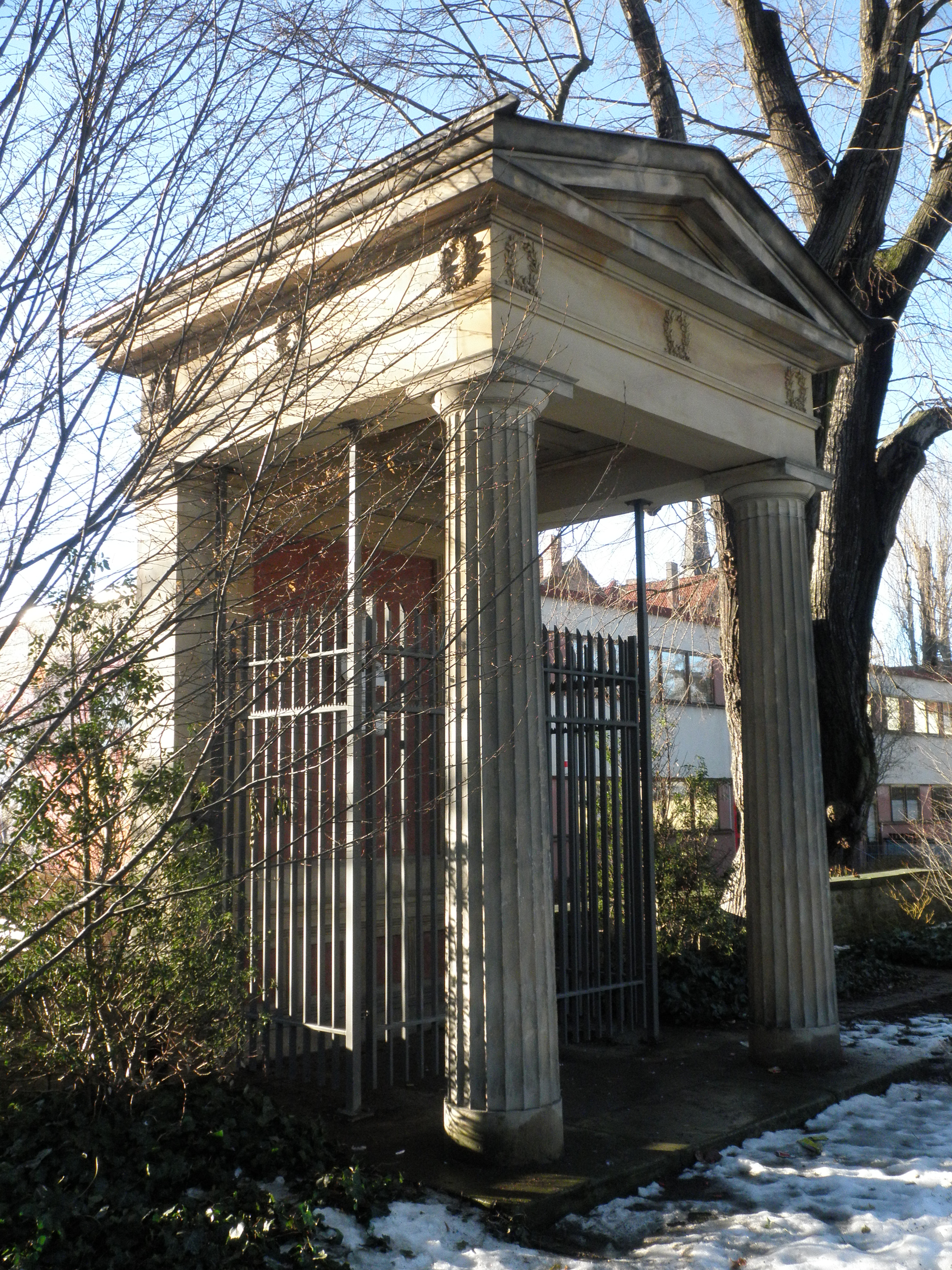
Tombeau de Karl von Müffling à Erfurt, par Stüler en 1853, rénové en 2000
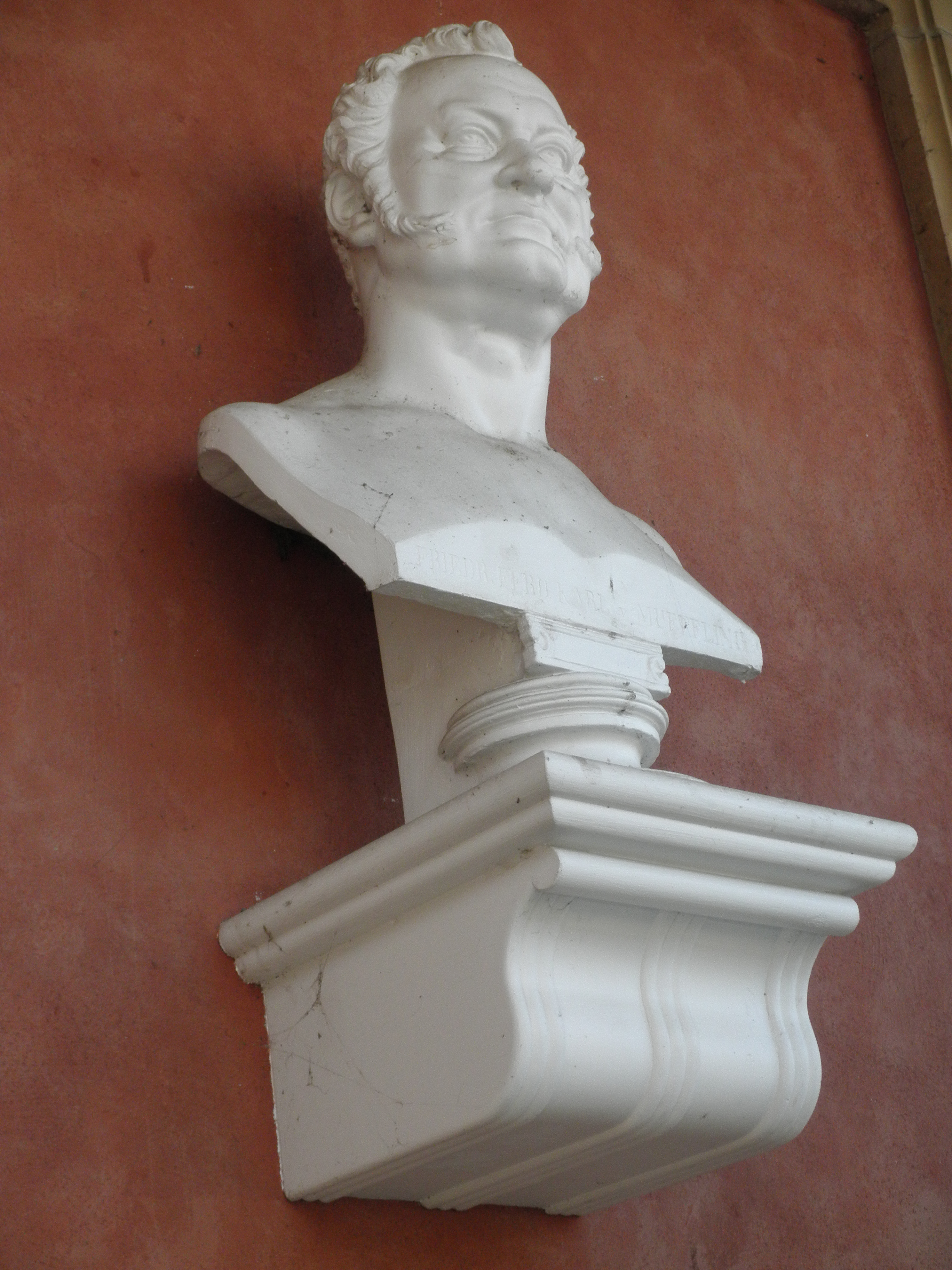
Buste de Karl von Müffling à Erfurt, par Wittig 1853
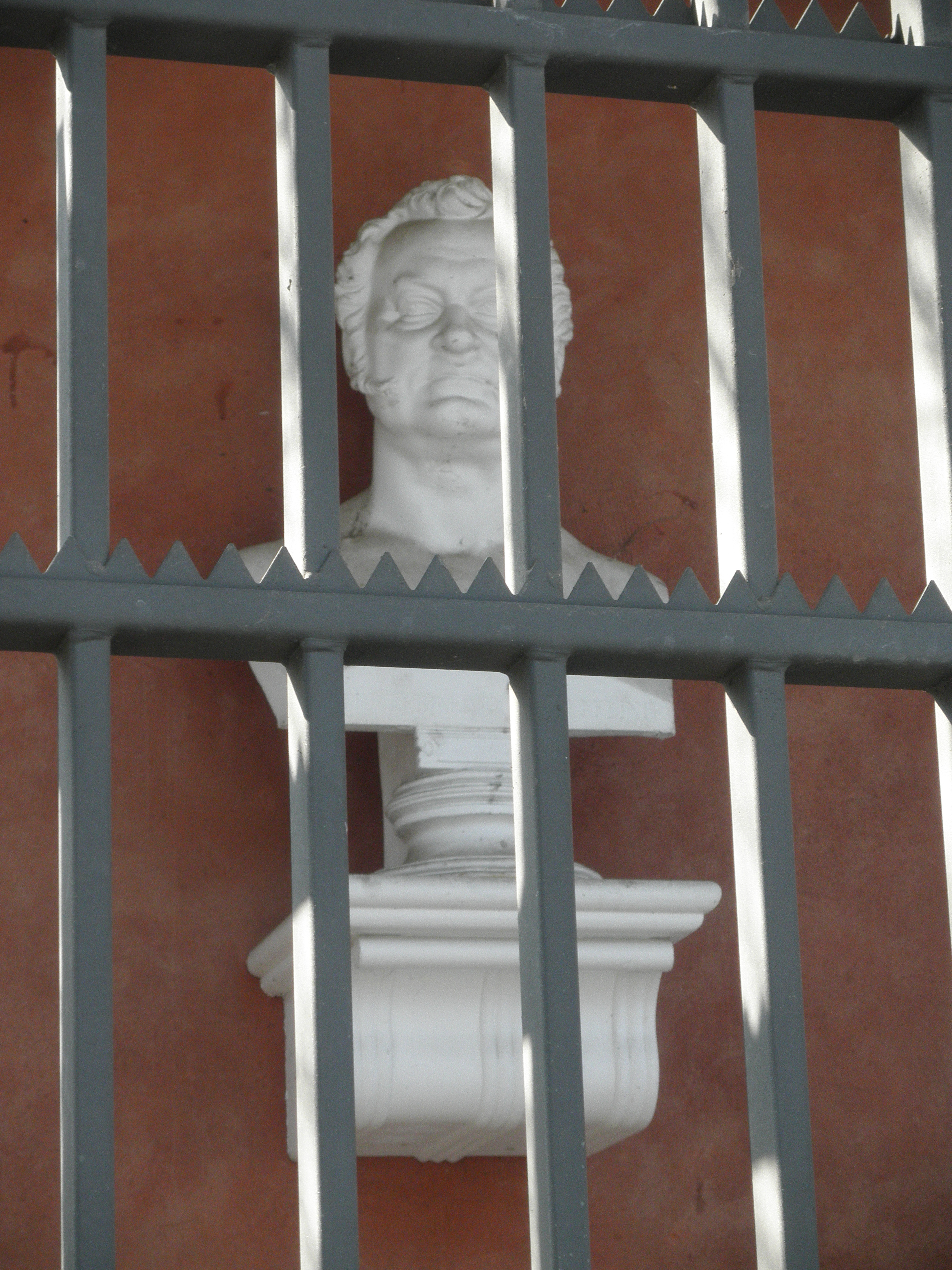
Buste de Karl von Müffling derrière une grille en acier (2013)
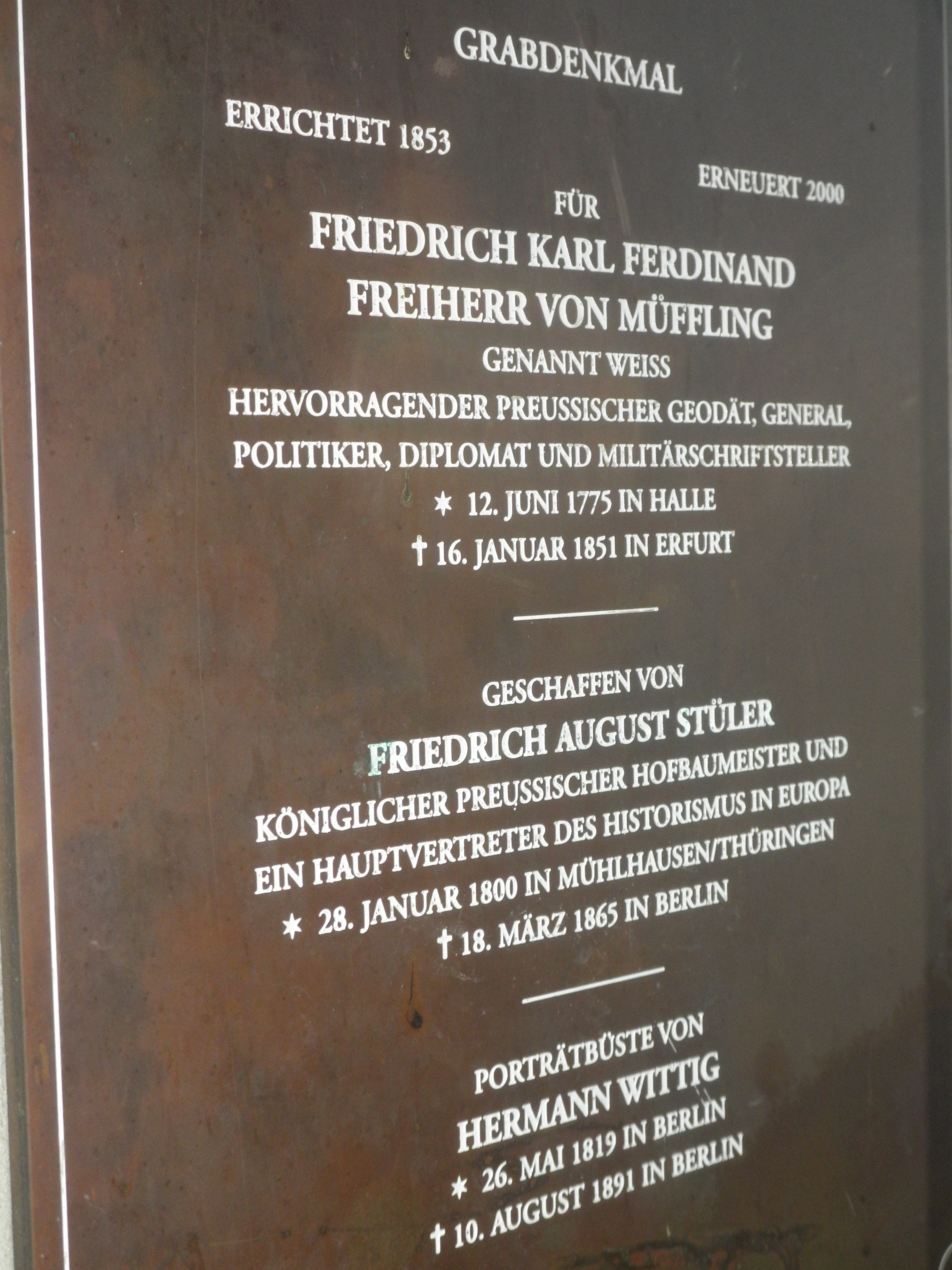
Histoire de la tombe de Müffling dans le jardin de Brühler (de) à Erfurt

### Famille
Karl von Müffling épouse Wilhelmine von Schele-Scheelenburg (1775-1836) en 1799. Le couple a les enfants suivants :
- Eduard (1801-1887), seigneur de Ringhofen, conseiller privé et chevalier d'honneur de l'Ordre de Saint-Jean marié le :
  - 18 juillet 1829 avec Emma von Müffling (1809-1830), fille de Wilhelm von Müffling (de)
  - 3 août 1832 avec Luise von Schwartz (1805-1834)
  - 9 septembre 1838 avec Hedwig von Bernstorff (1805-1883)
- Ottilie (1802-1862) mariée le 23 mai 1831 avec Hermann von Estorf (de) (1806-1878), capitaine prussien
- Pauline (1803-1886) mariée le 23 juin 1822 avec Adolf Graf von Westarp (1796-1850), lieutenant-colonel prussien

## Publications
Müffling publie ses œuvres sous le code « C. par W. ".
- Operationsplan der preußisch-sächsischen Armee 1806. Weimar 1806.
- Marginalien zu den Grundsätzen der höhern Kriegskunst für die österreichischen Generäle. Weimar 1808, 2. Auflage, 1810.
- Die preußisch-russische Kampagne im Jahr 1813. Breslau 1813, 2. Auflage, Leipzig 1815.
- Geschichte des Feldzugs der englisch-hannöversch-niederländischen und braunschweigischen Armee unter dem Herzog von Wellington und der preußischen unter dem Fürsten Blücher im Jahr 1815. Stuttgart 1815.
- Beiträge zur Kriegsgeschichte der Jahre 1813 und 1814; die Feldzüge der schlesischen Armee. Berlin 1824, 2 Bände.
- Betrachtungen über die großen Operationen und Schlachten etc. Berlin 1825.
- Napoleons Strategie im Jahr 1813. Berlin 1827.
- Über die Römerstrassen am rechten Ufer des Nieder-Rheins. Von dem Winterlager Vetera ausgehend, zur Veste Aliso, über die pontes longi zu den Marsen und zu der niedern Weser. Mittler, Berlin 1834. Digitalisierte Ausgabe der Bibliothèque universitaire et d'État de Düsseldorf. Google Digitalisat

L'écriture différée De ma vie Berlin 1851, 2. Édition 1855 (Digitalisat) publie son fils. Il contient des descriptions de ce qui s'est passé au quartier général de Blücher en 1813-14. Les mémoires de Müffling sont publiés par Theodor von Bernhardi (Mémoires de la vie du général von Toll. Volume 4.) fortement critiqué pour la vanité et les préjugés présumés de Müffling contre Gneisenau.